# 福特·馬多克斯·福特
福特·馬多克斯·福特（Ford Madox Ford，1873年12月17日—1939年6月26日）是一位英國小說家、詩人、評論家、編輯。《The English Review》、《The Transatlantic Review》有助於20世紀早期英國文學發展。
福特·馬多克斯·福特最著名的著作是《好兵》（1915）、《隊列之末》四部曲（1924年至1928年）、《第五女王》三部曲（1906至08年）。《好兵》是20世紀最偉大的文學作品之一 。

## 外部連結
- Ford Madox Ford Society （页面存档备份，存于）